# Distretto di Lashkar Gah
Il distretto di Lashkar Gah  è un distretto dell'Afghanistan situato nell'area orientale della provincia dell'Helmand, attorno alla capitale Lashkar Gah. La popolazione è costituita al 90% da Pashtun e al 20% da Baluchi, con minoranze uzbeke, Hindu  la popolazione nel 2005 era stimata in 85.800 unità. Tutti i centri abitati sorgono lungo il fiume Helmand. La parte rimanente del distretto è desertica.